# Aizuri-e
Aizuri-e (藍摺り絵) signifie littéralement « images imprimées en bleu ». Le terme renvoie habituellement aux estampes sur bois japonaises imprimées essentiellement, ou pour la plus grande partie, en bleu. Quand une deuxième couleur est utilisée, il s'agit généralement du rouge.

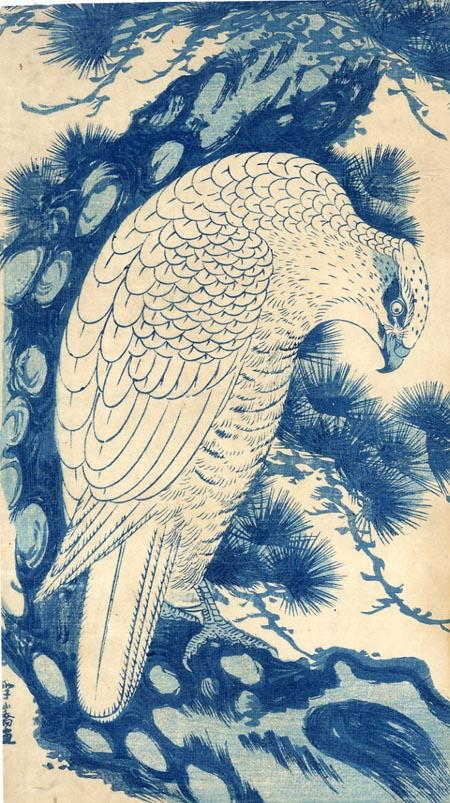
Faucon blanc sur un pin, estampe sur bois, 33.3 cm × 19.7 cm

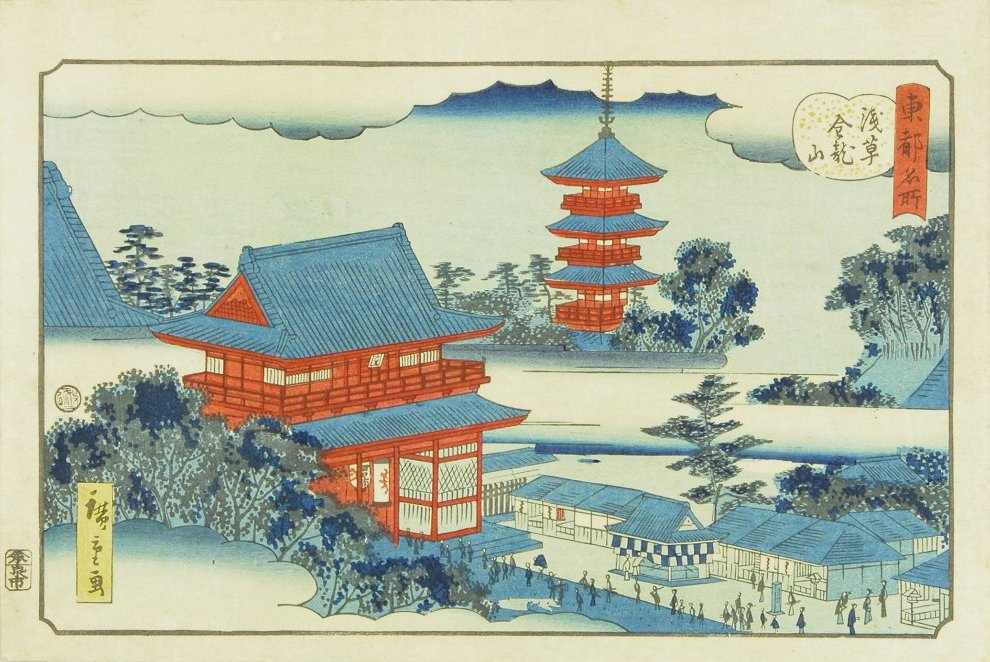
Temple Kinryuzan à Asakusa, de la série Lieux célèbres de la capitale de l'Est par Hiroshige II.

Même si un seul type d'encre bleue est utilisé, les variations de clarté et d'obscurité peuvent être obtenues en superposant de multiples impressions d'une partie du dessin, ou en appliquant une gradation de l'encre sur le bloc d'impression en bois (bokashi).   
La théorie selon laquelle la production en aizuri-e a été favorisée par les lois somptuaires de 1842, connues sous le nom de réforme Tenpō, est largement remise en question de nos jours. Elle est certainement liée à la découverte par les producteurs, vers 1830, du bleu de Prusse importé.